# Llista d'asos de l'aviació de la Primera Guerra Mundial amb 6 victòries
El terme As de l'aviació o en breu as fou utilitzat per primer cop per la premsa francesa durant la Primera Guerra Mundial, per a honrar Adolphe Pégoud com l'as, després d'haver abatut cinc aparells alemanys. Al principi de la Primera Guerra Mundial encara no existien els combats aeris i els aparells eren únicament de reconeixement. Tan bon punt els aparells van començar a ser capaços d'abatre o de forçar a aterrar altres aparells, sistemes d'acreditació de victòries van aparèixer.
Als primers passos de l'aviació militar, diferents serveis aeris van desenvolupar diferents mètodes d'acreditació de victòries aèries. Cap d'aquests sistemes era totalment fiable i eren constantment subjectes a variacions. De fet, el nombre de victòries per a ser considerat com un as oficialment variava depenent del servei militar.
Els alemanys no utilitzaven el terme as sinó que es referien als pilots alemanys amb deu victòries com a Überkanone, i assignaven cada victòria a un pilot en concret, i només després d'haver verificat visualment la destrucció total o parcial de l'aparell enemic. El sistema de l'Armee de l'Air francesa només comptava els aparells totalment destruïts, però acreditaven a tot aquell pilot o observador que hagués participat en la victòria, que en alguns casos podien ser diversos individuals. La majoria de les altres nacions (inclosos els Estats Units) van adoptar la nomenclatura francès. Els aparells britànics lluitaven normalment sobre territori alemany i, per tant, no podien verificar visualment totes les victòries, com ho feien els alemanys. Al principi les batalles resultaven sovint en l'oponent forçat a aterrar o expulsat del territori i obligat a marxar cap al seu territori. Per això, els britànics acreditaven combats categoritzats de decisius pels mateixos comandants d'esquadró; podien incloure aparells alemanys expulsats del territori o aparells que havien estat vistos per última vegada for a de control sense verificar si realment havien acabat estavellant-se. Les acreditacions dels russos reflectien a vegades victòries on l'enemic no havia estat totalment destruït. El terme as mai va ser utilitzat oficialment pels britànics.
Tot i que l'estatus d'"as" era sovint associat als pilots de caça, tant els bombarders com els aparells de reconeixement, i observadors en aparells biplaça com per exemple el Bristol F.2b (Bristol Fighter) també obtenien victòries sobre l'enemic. En ambdós bàndols, si un aparell biplaça aconseguia una victòria, aquesta era acreditada a ambdós membres de l'equip, tant el pilot com l'observador amb metralladora. Com que alguns pilots formaven equips amb diversos observadors amb metralladora en aparells biplaça, es podia donar el cas que els observadors fossin asos mentre que els pilots no.

## Condecoracions
Condecoració* indica que una barra s'ha afegit a la cinta de la condecoració en qüestió, resultat de l'obtenció de la medalla per segon cop.

Condecoració** i Condecoració*** similarment a l'anterior per al tercer i quart cop respectivament, de l'obtenció de la condecoració.

### Aliats
| Condecoració | Títol                        | Anotacions |
| ------------ | ---------------------------- | --- |
| AFC          | Air Force Cross              | Expedida per actes de galanteria en vol durant operacions no actives per premiar oficials inclosos els de la Royal Air Force                                                 |
| CBE          | Orde de l'Imperi Britànic    | Orde de cavalleria creat per Jordi V del Regne Unit |
| CdeG         | Creu de Guerra               | Condecoració militar francesa, coneguda per ésser atorgada normalment a forces aliades a França                                                                              |
| BCdeG        | Creu de Guerra               | Condecoració militar belga, coneguda per ésser atorgada normalment a forces aliades a Bèlgica                                                                                |
| CdeLd'H      | Legió d'Honor                | Condecoració militar francesa atorgada per conducta militar/civil excel·lent, sota investigació oficial                                                                      |
| CG           | Croce di Guerra              | Condecoració militar italiana |
| DCM          | Distinguished Conduct Medal  | Condecoració militar britànica |
| DFC          | Distinguished Flying Cross   | Atorgada a oficials de la Royal Air Force al valor i galanteria durant operacions actives contra l'enemic a l'aire                                                           |
| DFC(US)      | Distinguished Flying Cross   | Atorgada a oficials o qualsevol altre militar enllistat amb les forces armades estatunidenques que es distingeix per l'heroisme o la consecució d'algun acte heroic a l'aire |
| DFM          | Distinguished Flying Medal   | Condecoració per a militars de menys rang al reconeixement d'algun acte heroic                                                                                               |
| DSC          | Distinguished Service Cross  | |
| DSO          | Distinguished Service Order  | Atorgada per la consecució d'algun acte meritòri en temps de guerra, normalment en situacions de combat                                                                      |
| DSM          | Distinguished Service Medal  | Equivalent a la Distinguished Service Cross |
| MC           | Creu Militar                 | |
| MOH          | Medal d'Honor                | La condecoració de més nivell atorgada pel govern dels Estats Units |
| MiD          | Mentioned in Despatches      | |
| MM           | Medalla Militar (Regne Unit) | Equivalent a la Creu Militar |
| MM(fr)       | Medalla Militar              | Condecoració de la República Francesa |
| MMV          | Medal of Military Valor      | Condecoració italiana |
| OB           | Order of the Bath            | La quarta orde més antiga de la cavalleria britànica |
| OC           | Order of the Crown           | Condecoració belga |
| OLII         | Order of Leopold II          | Condecoració atorgada per mèrits a Bèlgica |
| OR           | Order of the Redeemer        | Atorgada a tots aquells que han defensats els interessos de Grècia en temps de guerra                                                                                        |
| OSA          | Order of St. Anna            | Condecoració de cavalleria primer de Holstein i més tard de Rússia |
| OSG          | Order of St. George          | Atorgada a oficials militars i generals únicament per la demostració de valor i habilitat front l'enemic                                                                     |
| OSR          | Order of the Star of Romania | Condecoració de més nivell romanesa |
| OSS          | Order of Saint Stanislaus    | Condecoració russa a una carrera civil o servei militar distingits |
| OSV          | Order of St. Vladimir        | Orde imperial russa |
| OWE          | Order of the White Eagle     | Atorgada en reconeixement del servei, tant civil com militar, a favor dels interessos de Polònia                                                                             |
| Cr St Geo    | Cross of St. George          | Condecoració a oficial de poc rang, soldats o mariners en reconeixement del valor mostrat davant l'enemic                                                                    |
| VC           | Victoria Cross               | Condecoració britànica més important, atorgada al valor en front l'enemic |

### Forces Centrals
| HOH     | House Order of Hohenzollern          | Orde de cavalleria de Hohenzollern                                                      |
| IC      | Creu de Ferro                        | Condecoració de Prússia, més tard d'Alemanya                                            |
| MMC(AH) | Military Merit Cross (Austrohongria) | Condecoració militar de l'Imperi Austrohongarès                                         |
| MMC(P)  | Military Merit Cross (Prussia)       | Condecoració més important al valor de Prússia per a oficials de poc rang i soldats     |
| MMM     | Military Merit Medal (Austrohongria) | Condecoració militar de l'Imperi Austrohongarès                                         |
| MFB     | Medal for Bravery                    | Condecoració militar de l'Imperi Austrohongarès                                         |
| MOMJ    | Military Order of Max Joseph         | Condecoració militar més important de l'Imperi de Baviera                               |
| MOSH    | Military Order of St. Henry          | Condecoració militar més important de l'Imperi de Saxònia                               |
| OIC     | Order of the Iron Crown              | Orde austríaca imperial                                                                 |
| OL      | Order of Leopold                     | Condecoració austríaca com a reconeixement al valor mostrat davant l'enemic             |
| PLM     | Pour le Mérite                       | Condecoració militar més important de Prússia fins a la fi de la Primera Guerra Mundial |
| WB      | Wound Badge                          | Atorgada als soldats ferits/amb congelacions de l'exèrcit imperial alemany              |

## Asos
| As                                    | País                                | Servei Militar                                                                                            | Victòries | Anotacions |
| ------------------------------------- | ----------------------------------- | --- | --------- | --- |
| Ivan Agaberg                          | United Kingdom                      | Royal Air Force                                                                                           | 6         | |
| Percival Appleby                      | Canada                              | Royal Flying Corps, Royal Air Force                                                                       | 6         | Distinguished Flying Cross |
| Karl Arnold                           | Germany                             | Luftstreitkräfte                                                                                          | 6         | |
| John Aspinall                         | United Kingdom                      | Royal Flying Corps, Royal Air Force                                                                       | 6         | |
| Hilbert Bair                          | United States                       | Royal Air Force, US Army Air Service                                                                      | 6         | Distinguished Service Cross, Distinguished Flying Cross                                                                                               |
| Lovell Baker                          | United Kingdom                      | Royal Flying Corps, Royal Air Force                                                                       | 6         | |
| Robert Barbour                        | United Kingdom                      | Royal Air Force                                                                                           | 6         | Distinguished Flying Cross |
| John Barlow                           | United Kingdom                      | Royal Flying Corps                                                                                        | 6         | |
| Johann Baur                           | Germany                             | Luftstreitkräfte                                                                                          | 6         | Iron Cross. Rose to Generaloberst, became Hitler's personal pilot.                                                                                    |
| James Beane                           | United States                       | Aéronautique Militaire, US Army Air Service                                                               | 6         | Distinguished Service Cross, French Croix de Guerre                                                                                                   |
| Frank Bell                            | United Kingdom                      | Royal Flying Corps, Royal Air Force                                                                       | 6         | Distinguished Flying Medal |
| Eric Betts                            | United Kingdom                      | Royal Naval Air Service, Royal Air Force                                                                  | 6         | Distinguished Service Cross, Distinguished Flying Cross, French Croix de Guerre                                                                       |
| Clayton Bissell                       | United States                       | US Army Air Service, United States Army Air Corps, United States Army Air Forces, United States Air Force | 6         | Distinguished Service Cross, Distinguished Flying Cross. Retired as Major General in 1950.                                                            |
| Charles Arthur Bissonette             | United States                       | Royal Flying Corps, Royal Air Force                                                                       | 6         | |
| Aldo Bocchese                         | Italy                               | Corpo Aeronautico Militare                                                                                | 6         | Medal for Military Valor |
| Paul Bona                             | Germany                             | Luftstreitkräfte                                                                                          | 6         | |
| Nicholson Boulton                     | United Kingdom                      | Royal Flying Corps, Royal Air Force                                                                       | 6         | |
| Percy Boulton                         | United Kingdom                      | Royal Air Force                                                                                           | 6         | Distinguished Flying Cross |
| Clifford Bowman                       | United Kingdom                      | Royal Flying Corps, Royal Air Force                                                                       | 6         | Distinguished Flying Cross |
| Moritz-Waldemar Bretschneider-Bodemer | Germany                             | Luftstreitkräfte                                                                                          | 6         | |
| Arthur Britton                        | United Kingdom                      | Royal Flying Corps, Royal Air Force                                                                       | 6         | French Croix de Guerre |
| Eric Brookes                          | United Kingdom                      | Royal Flying Corps, Royal Air Force                                                                       | 6         | Distinguished Flying Cross |
| Arthur Raymond Brooks                 | United States                       | US Army Air Service                                                                                       | 6         | Distinguished Service Cross |
| Albin Buehl                           | Germany                             | Luftstreitkräfte                                                                                          | 6         | |
| Harry von Buelow-Bothkamp             | Germany                             | Luftstreitkräfte, Luftwaffe                                                                               | 6         | Royal House Order of Hohenzollern, Iron Cross. 24 victòries in World War II as Luftwaffe commander.                                                   |
| Leslie William Burbridge              | United Kingdom                      | Royal Flying Corps, Royal Air Force                                                                       | 6         | Distinguished Flying Cross |
| August Burkard                        | Germany                             | Luftstreitkräfte                                                                                          | 6         | Iron Cross |
| James Bush                            | United Kingdom                      | Royal Flying Corps                                                                                        | 6         | Military Cross |
| Alessandro Buzio                      | Italy                               | Corpo Aeronautico Militare                                                                                | 6         | Medal for Military Valor |
| William Cairnes                       | United Kingdom                      | Royal Flying Corps, Royal Air Force                                                                       | 6         | |
| William Cambray                       | United Kingdom                      | Royal Flying Corps, Royal Air Force                                                                       | 6         | Military Cross |
| Douglas Campbell                      | United States                       | US Army Air Service                                                                                       | 6         | Distinguished Service Cross, French Legion d'Honneur, Croix de Guerre                                                                                 |
| John Candy                            | United Kingdom                      | Royal Flying Corps, Royal Air Force                                                                       | 6         | Distinguished Flying Cross |
| Douglas Carbery                       | United Kingdom                      | Royal Flying Corps, Royal Air Force                                                                       | 6         | Military Cross, Distinguished Flying Cross with Bar                                                                                                   |
| Charles Catto                         | United States                       | Royal Flying Corps, Royal Air Force                                                                       | 6         | |
| Albert Chabrier                       | France                              | Aéronautique Militaire                                                                                    | 6         | Croix de Guerre |
| Robert Chalmers                       | South Africa                        | Royal Flying Corps, Royal Air Force                                                                       | 6         | |
| Reginald Charley                      | United Kingdom                      | Royal Flying Corps, Royal Air Force                                                                       | 6         | Military Cross, French Croix de Guerre |
| Thomas Chiltern                       | United Kingdom                      | Royal Flying Corps, Royal Air Force                                                                       | 6         | |
| Antonio Chiri                         | Italy                               | Corpo Aeronautico Militare                                                                                | 6         | Medal for Military Valor (3 silver awards), War Cross                                                                                                 |
| Henry Gordon Clappison                | Canada                              | Royal Naval Air Service, Royal Air Force                                                                  | 6         | Belgian Croix de Guerre |
| Edward Clarke                         | United Kingdom                      | Royal Flying Corps, Royal Air Force                                                                       | 6         | Military Cross |
| Harris George Clements                | United Kingdom                      | Royal Flying Corps, Royal Air Force                                                                       | 6         | |
| John Colbert                          | United Kingdom                      | Royal Flying Corps, Royal Air Force                                                                       | 6         | |
| Reginald Conder                       | United Kingdom                      | Royal Flying Corps, Royal Air Force                                                                       | 6         | |
| Gerald Cooper                         | United Kingdom                      | Royal Naval Air Service, Royal Air Force                                                                  | 6         | |
| Maurice Cooper                        | United Kingdom                      | Royal Naval Air Service, Royal Air Force                                                                  | 6         | Distinguished Flying Cross |
| Norman Cooper (Ernest S. Tooker)      | United States                       | Royal Flying Corps, Royal Air Force                                                                       | 6         | Enlisted under alias. Distinguished Flying Cross |
| Irving Corey                          | Canada                              | Royal Air Force                                                                                           | 6         | Distinguished Flying Cross |
| Bartolomeo Costantini                 | Italy                               | Corpo Aeronautico Militare                                                                                | 6         | Medal for Military Valor (2 silver awards), War Cross                                                                                                 |
| Louis Coudouret                       | France                              | Aéronautique Militaire                                                                                    | 6         | Legion d'Honneur, Croix de Guerre, British Distinguished Conduct Medal, Russian Cross of Saint George, Order of Saint George, Order of Saint Vladimir |
| Jules Covin                           | France                              | Aéronautique Militaire                                                                                    | 6         | Medaille Militaire, Croix de Guerre |
| Earl Frederick Crabb                  | Canada                              | Royal Flying Corps, Royal Air Force, United States Army Air Corps                                         | 6         | Distinguished Flying Cross |
| Thomas Culling                        | New Zealand                         | Royal Flying Corps                                                                                        | 6         | Distinguished Flying Cross |
| William Curphey                       | United Kingdom                      | Royal Flying Corps                                                                                        | 6         | Military Cross with Bar |
| Edward Peck Curtis                    | United States                       | US Army Air Service, United States Army Air Force                                                         | 6         | Distinguished Service Cross. Rose to Major General.                                                                                                   |
| John Daley                            | United Kingdom                      | Royal Flying Corps, Royal Air Force                                                                       | 6         | Distinguished Flying Cross |
| Charles Dance                         | United Kingdom                      | Royal Flying Corps, Royal Air Force                                                                       | 6         | |
| Edward Darby                          | United Kingdom                      | Royal Naval Air Service, Royal Air Force                                                                  | 6         | Distinguished Service Medal |
| Horace Davey                          | United Kingdom                      | Royal Flying Corps, Royal Air Force                                                                       | 6         | |
| Charles Davidson                      | United Kingdom                      | Royal Flying Corps, Royal Air Force                                                                       | 6         | Military Cross |
| Horace Debenham                       | United Kingdom                      | Royal Flying Corps, Royal Air Force                                                                       | 6         | |
| Francois de Boigne                    | France                              | Aéronautique Militaire                                                                                    | 6         | Legion d'Honneur, Croix de Guerre |
| Joseph De Bonnefoy                    | France                              | Aéronautique Militaire                                                                                    | 6         | Legion d'Honneur, Medaille Militaire, Croix de Guerre, Belgian Croix de Guerre                                                                        |
| Karl Deilman                          | Germany                             | Luftstreitkräfte                                                                                          | 6         | Iron Cross |
| Lionel de Marmier                     | France                              | Aéronautique Militaire                                                                                    | 6         | Legion d'Honneur, Medaille Militaire, Croix de Guerre                                                                                                 |
| Alexander De Seversky                 | Russia                              | Imperial Army Air Service                                                                                 | 6         | Order of Saint George, Order of Saint Vladimir, Order of Saint Stanilas, Order of Saint Anne (3 awards). Member of Aviation Hall of Fame.             |
| Andreas Dombrowski                    | Austria-Hungary                     | Luftfahrtruppen                                                                                           | 6         | Medal for Bravery |
| John Elmer Drummond                   | Canada                              | Royal Flying Corps, Royal Air Force                                                                       | 6         | |
| Adolphe DuBois d'Aische               | Belgium                             | Belgian Military Aviation                                                                                 | 6         | French Medaille Militaire and Croix de Guerre |
| Andre Du Bonnet                       | France                              | Aéronautique Militaire                                                                                    | 6         | Medaille Militaire, Croix de Guerre |
| Pierre Dufaur de Gavardie             | France                              | Aéronautique Militaire                                                                                    | 6         | Legion d'Honneur, Medaille Militaire, Croix de Guerre                                                                                                 |
| Denis Edwin Edgley                    | United Kingdom                      | Royal Flying Corps, Royal Air Force                                                                       | 6         | |
| Karl Engelfried                       | Germany                             | Luftstreitkräfte                                                                                          | 6         | |
| Cyril Eyre                            | United Kingdom                      | Royal Naval Air Service                                                                                   | 6         | |
| Robert Farquhar                       | United Kingdom                      | Royal Flying Corps, Royal Air Force                                                                       | 6         | |
| Jean-Paul Favre De Thierrens          | France                              | Aéronautique Militaire                                                                                    | 6         | Legion d'Honneur, Croix de Guerre |
| William Spurrett Fielding-Johnson     | United Kingdom                      | Royal Flying Corps, Royal Air Force                                                                       | 6         | Military Cross with Bar |
| John Findlay                          | United Kingdom                      | Royal Flying Corps, Royal Air Force                                                                       | 6         | |
| Alfred Fleischer                      | Germany                             | Luftstreitkräfte                                                                                          | 6         | |
| Guglielmo Fornagiari                  | Italy                               | Corpo Aeronautico Militare                                                                                | 6         | Medal for Military Valor (2 silver and 1 bronze award)                                                                                                |
| Herbert Fowler                        | Canada                              | Royal Naval Air Service, Royal Air Force                                                                  | 6         | |
| Gustav Fraedrich                      | Germany                             | Luftstreitkräfte                                                                                          | 6         | Iron Cross |
| Johann Frint                          | Austria-Hungary                     | Luftfahrtruppen                                                                                           | 6         | Order of the Iron Crown, Military Merit Medal |
| Daniel Galbraith                      | Canada                              | Royal Naval Air Service, Royal Air Force, Royal Canadian Air Force                                        | 6         | Distinguished Service Cross with Bar, French Croix de Guerre                                                                                          |
| George Gardiner                       | United Kingdom                      | Royal Flying Corps, Royal Air Force                                                                       | 6         | Distinguished Flying Cross |
| Mieczyslaw Garsztka                   | Germany                             | Luftstreitkräfte                                                                                          | 6         | Iron Cross & Virtuti Militari |
| Paul Gastin                           | France                              | Aéronautique Militaire                                                                                    | 6         | Legion d'Honneur, Croix de Guerre |
| Rupert Gifford                        | United Kingdom                      | Royal Naval Air Service, Royal Air Force                                                                  | 6         | |
| Friedrich Gille                       | Germany                             | Luftstreitkräfte                                                                                          | 6         | |
| Hermann Gilly                         | Germany                             | Luftstreitkräfte                                                                                          | 6         | Austro-Hungarian Military Merit Cross |
| George H. D. Gossip                   | Australia                           | Royal Naval Air Service, Royal Air Force                                                                  | 6         | |
| Herbert Gould                         | United Kingdom                      | Royal Flying Corps, Royal Air Force                                                                       | 6         | Military Cross |
| James Green                           | United Kingdom                      | Royal Flying Corps                                                                                        | 6         | Italian Medal for Military Valor |
| Duncan Grinnell-Milne                 | United Kingdom                      | Royal Flying Corps, Royal Air Force                                                                       | 6         | Distinguished Flying Cross with Bar, Military Cross                                                                                                   |
| Murray Guthrie                        | United States                       | US Army Air Service                                                                                       | 6         | Distinguished Service Cross with two Oak Leaf Clusters.                                                                                               |
| Heinrich Haase                        | Germany                             | Luftstreitkräfte                                                                                          | 6         | |
| Erich Hahn                            | Germany                             | Luftstreitkräfte                                                                                          | 6         | Military Order of Saint Henry, Royal House Order of Hohenzollern, Iron Cross                                                                          |
| Alfred Haines                         | United Kingdom                      | Royal Flying Corps, Royal Air Force                                                                       | 6         | Distinguished Flying Cross |
| David S. Hall                         | United Kingdom                      | Royal Flying Corps                                                                                        | 6         | Military Cross |
| Stanley Hamblin                       | United Kingdom                      | Royal Flying Corps, Royal Air Force                                                                       | 6         | |
| Leslie Hamilton                       | United Kingdom                      | Royal Flying Corps, Royal Air Force                                                                       | 6         | Distinguished Flying Cross |
| Leonard Hammond                       | United States                       | US Army Air Service                                                                                       | 6         | Distinguished Service Cross |
| Frank Hays                            | United States                       | US Army Air Service                                                                                       | 6         | Distinguished Service Cross |
| Geoffrey Hemming                      | United Kingdom                      | Royal Naval Air Service, Royal Air Force                                                                  | 6         | Distinguished Service Cross, Belgian Order of the Crown and Croix de Guerre, French Croix de Guerre                                                   |
| Marcel Henriot                        | France                              | Aéronautique Militaire                                                                                    | 6         | Medaille Militaire, Croix de Guerre |
| Albert Hets                           | Germany                             | Luftstreitkräfte                                                                                          | 6         | |
| Richard Alexander Hewat               | United States                       | Aéronautique Militaire, US Army Air Service                                                               | 6         | |
| Cyril Heywood                         | United Kingdom                      | Royal Naval Air Service, Royal Air Force                                                                  | 6         | |
| Robert Hildebrandt                    | Germany                             | Luftstreitkräfte                                                                                          | 6         | |
| Walter G. R. Hinchliffe               | United Kingdom                      | Royal Naval Air Service, Royal Air Force                                                                  | 6         | Distinguished Flying Cross, Air Force Cross |
| Otto Hoehne                           | Germany                             | Luftstreitkräfte, Luftwaffe                                                                               | 6         | Iron Cross |
| Philip Holligan                       | United Kingdom                      | Royal Flying Corps, Royal Air Force                                                                       | 6         | Distinguished Flying Cross |
| Donald Hudson                         | United States                       | US Army Air Service                                                                                       | 6         | Distinguished Service Cross. First pilot to fly over the Andes Mountains.                                                                             |
| Frank Hudson                          | United Kingdom                      | Royal Flying Corps, Royal Air Force                                                                       | 6         | Military Cross |
| Alfred Huebner                        | Germany                             | Luftstreitkräfte                                                                                          | 6         | Iron Cross |
| Victor Huston                         | United Kingdom                      | Royal Flying Corps, Royal Air Force                                                                       | 6         | Military Cross |
| Hans Imelman                          | Germany                             | Luftstreitkräfte                                                                                          | 6         | Iron Cross |
| Attilio Imolesi                       | Italy                               | Corpo Aeronautico Militare                                                                                | 6         | Medal for Military Valor (1 silver, 1 bronze award)                                                                                                   |
| David Ingalls                         | United States                       | United States Navy attached to Royal Air Force                                                            | 6         | Distinguished Service Cross, British Distinguished Flying Cross, French Legion d'Honneur. First U. S. Navy ace. Rose to Rear Admiral.                 |
| Bruce Jackman                         | United Kingdom                      | Royal Flying Corps, Royal Air Force                                                                       | 6         | |
| H. S. Jackson                         | United Kingdom                      | Royal Naval Air Service, Royal Air Force                                                                  | 6         | |
| Johannes Jensen                       | Germany                             | Luftstreitkräfte                                                                                          | 6         | Iron Cross |
| Philip Andrew Johnston                | Australia                           | Royal Naval Air Service                                                                                   | 6         | |
| Erich Just                            | Germany                             | Luftstreitkräfte                                                                                          | 6         | |
| Willy Kahle                           | Germany                             | Luftstreitkräfte                                                                                          | 6         | Iron Cross |
| Max Kahlow                            | Germany                             | Luftstreitkräfte                                                                                          | 6         | Iron Cross |
| Alexander Kasza                       | Austria-Hungary                     | Luftfahrtruppen                                                                                           | 6         | Medal for Bravery (2 silver awards), Karl Troop Cross                                                                                                 |
| James Alfred Keating                  | United States                       | US Army Air Service attached to Royal Flying Corps, Royal Air Force                                       | 6         | American Distinguished Service Cross, British Distinguished Flying Cross                                                                              |
| Noel Keeble                           | United Kingdom                      | Royal Naval Air Service, Royal Air Force                                                                  | 6         | Distinguished Service Order, Distinguished Service Cross, Distinguished Flying Cross, French Croix de Guerre                                          |
| Ernest Kelly                          | Canada                              | Royal Flying Corps, Royal Air Force                                                                       | 6         | |
| Otto Klaiber                          | Germany                             | Luftstreitkräfte                                                                                          | 6         | |
| Gustav Klaudat                        | Germany                             | Luftstreitkräfte                                                                                          | 6         | Iron Cross |
| Howard Knotts                         | United States                       | US Army Air Service                                                                                       | 6         | Distinguished Service Cross, British Distinguished Flying Cross                                                                                       |
| Erich Koenig                          | Germany                             | Luftstreitkräfte                                                                                          | 6         | |
| Kurt Kueppers                         | Germany                             | Luftstreitkräfte                                                                                          | 6         | Iron Cross |
| Herman Kunz                           | Germany                             | Luftstreitkräfte                                                                                          | 6         | |
| George Lawson                         | South Africa                        | Royal Flying Corps, Royal Air Force, South African Air Force                                              | 6         | Distinguished Flying Cross |
| Alfred Lenz                           | Germany                             | Luftstreitkräfte                                                                                          | 6         | |
| Andre Robert Levy                     | France                              | Aéronautique Militaire                                                                                    | 6         | Legion d'Honneur, Medaille Militaire, Croix de Guerre                                                                                                 |
| Thomas Lewis                          | United Kingdom                      | Royal Flying Corps, Royal Air Force                                                                       | 6         | Military Cross |
| H. Lindfield                          | United Kingdom                      | Royal Flying Corps, Royal Air Force                                                                       | 6         | |
| Robert Opie Lindsay                   | United States                       | US Army Air Service, United States Army Air Corps                                                         | 6         | Distinguished Service Cross |
| George Lingham                        | Australia                           | Royal Flying Corps, Royal Air Force                                                                       | 6         | Distinguished Flying Cross |
| Ivan Loiko                            | Russia                              | Imperial Army Air Service                                                                                 | 6         | Order of Saint George, Order of Saint Vladimir, Order of Saint Stanilas, Order of Saint Anne, Romanian Order of the Star                              |
| Alwayne Loyd                          | United Kingdom                      | Royal Flying Corps                                                                                        | 6         | |
| Ludwig Luer                           | Germany                             | Luftstreitkräfte                                                                                          | 6         | Iron Cross |
| Thomas Luke                           | United Kingdom                      | Royal Flying Corps, Royal Air Force                                                                       | 6         | Military Cross |
| John Knox MacArthur                   | United States                       | US Army Air Service                                                                                       | 6         | Distinguished Service Cross |
| Andrew MacGregor                      | South Africa                        | Royal Flying Corps, Royal Air Force                                                                       | 6         | Distinguished Flying Cross |
| Cesare Magistrini                     | Italy                               | Corpo Aeronautico Militare                                                                                | 6         | Medal for Military Valor (2 silver and 1 bronze awards). Later piloted King of Yemen.                                                                 |
| Garnet Malley                         | Australia                           | Australian Flying Corps                                                                                   | 6         | Military Cross, Air Force Cross. Later became aviation advisor to Chiang Kai-Shek.                                                                    |
| Friedrich Mallincrodt                 | Germany                             | Luftstreitkräfte                                                                                          | 6         | Royal House Order of Hohenzollern |
| Maxmillian Mare-Montembault           | United Kingdom                      | Royal Flying Corps, Royal Air Force                                                                       | 6         | Military Cross |
| Louis Martin                          | France                              | Aéronautique Militaire                                                                                    | 6         | Medaille Militaire, Croix de Guerre |
| T. W. Martin                          | United Kingdom                      | Royal Air Force                                                                                           | 6         | |
| Heinrich Maushake                     | Germany                             | Luftstreitkräfte                                                                                          | 6         | |
| F. H. Maynard                         | New Zealand                         | Royal Naval Air Service, Royal Air Force                                                                  | 6         | Air Force Cross. RAF Air Vice-Marshal during World War II.                                                                                            |
| Malcolm McCall                        | United Kingdom                      | Royal Flying Corps, Royal Air Force                                                                       | 6         | |
| Robert McKenzie                       | Australia                           | Australian Flying Corps                                                                                   | 6         | Military Cross |
| Robert McLaughlin                     | United Kingdom                      | Royal Flying Corps, Royal Air Force                                                                       | 6         | Distinguished Flying Cross |
| Oscar McMaking                        | United Kingdom                      | Royal Flying Corps                                                                                        | 6         | |
| Leslie McRobert                       | United Kingdom                      | Royal Flying Corps, Royal Air Force                                                                       | 6         | |
| Earl Stanley Meek                     | Canada                              | Royal Flying Corps, Royal Air Force                                                                       | 6         | |
| William Meggitt                       | United Kingdom                      | Royal Flying Corps, Royal Air Force                                                                       | 6         | Military Cross |
| Emil Meinecke                         | Germany                             | Luftstreitkräfte                                                                                          | 6         | |
| Frank Tremar Sibly Menendez           | United Kingdom                      | Royal Flying Corps, Royal Air Force                                                                       | 6         | Military Cross |
| Konrad Mettlich                       | Germany                             | Luftstreitkräfte                                                                                          | 6         | |
| William James Middleton               | United Kingdom                      | Royal Naval Air Service, Royal Air Force                                                                  | 6         | Distinguished Flying Medal |
| Archibald Miller                      | United Kingdom                      | Royal Flying Corps                                                                                        | 6         | |
| William Miller                        | United Kingdom                      | Royal Flying Corps, Royal Air Force                                                                       | 6         | Distinguished Flying Cross |
| Norman Craig Millman                  | Canada                              | Royal Flying Corps, Royal Air Force                                                                       | 6         | Military Cross, Air Force Cross |
| Laurence Minot                        | United Kingdom                      | Royal Flying Corps, Royal Air Force                                                                       | 6         | Military Cross |
| Alfred Mohr                           | Germany                             | Luftstreitkräfte                                                                                          | 6         | |
| Hugh Moore                            | United Kingdom                      | Royal Flying Corps, Royal Air Force                                                                       | 6         | |
| Guido Nardini                         | Italy                               | Corpo Aeronautico Militare                                                                                | 6         | Medal for Military Valor |
| Gerald Ewart Nash                     | Canada                              | Royal Naval Air Service, Royal Air Force, Royal Canadian Air Force                                        | 6         | Rose to Group Captain during World War II. |
| Gustave Naudin                        | France                              | Aéronautique Militaire                                                                                    | 6         | Legion d'Honneur, Medaille Militaire, Croix de Guerre                                                                                                 |
| Werner Niethammer                     | Germany                             | Luftstreitkräfte                                                                                          | 6         | |
| Karl Nikitsch                         | Austria-Hungary                     | Luftfahrtruppen                                                                                           | 6         | Order of the Iron Crown, Military Merit Medal, German Iron Cross                                                                                      |
| Hans Oberlander                       | Germany                             | Luftstreitkräfte                                                                                          | 6         | |
| Jan Olieslagers                       | Belgium                             | Belgian Military Aviation                                                                                 | 6         | Order of Leopold II, Croix de Guerre, French Legion d'Honneur and Croix de Guerre, Russian Order of Saint Stanilas                                    |
| Luigi Olivi                           | Italy                               | Corpo Aeronautico Militare                                                                                | 6         | Medal for Military Valor |
| Rudolf Otto                           | Germany                             | Luftstreitkräfte                                                                                          | 6         | |
| Ernest Owen                           | United Kingdom                      | Royal Flying Corps, Royal Air Force                                                                       | 6         | |
| Augustus Paget                        | United Kingdom                      | Royal Flying Corps, Royal Air Force                                                                       | 6         | Distinguished Flying Cross |
| Medley Parlee                         | Canada                              | Royal Flying Corps, Royal Air Force                                                                       | 6         | |
| Laurence Pearson                      | United Kingdom                      | Royal Naval Air Service, Royal Air Force                                                                  | 6         | |
| Adolphe Pegoud                        | France                              | Aéronautique Militaire                                                                                    | 6         | First ace in history. First ace KIA. Legion d'Honneur, Medaille Militaire, Croix de Guerre                                                            |
| Giorgio Pessi                         | Italy                               | Corpo Aeronautico Militare                                                                                | 6         | Medal for Military Valor, French Croix de Guerre. |
| Franz Peter                           | Austria-Hungary                     | Luftfahrtruppen                                                                                           | 6         | Order of the Iron Crown, Military Merit Cross, Medal for Bravery, Military Merit Medal                                                                |
| David McKelvey Peterson               | United States                       | Aéronautique Militaire, US Army Air Service                                                               | 6         | Distinguished Service Cross with Oak Leaf Cluster, French Croix de Guerre                                                                             |
| Geoffrey Pidcock                      | United Kingdom                      | Royal Flying Corps, Royal Air Force                                                                       | 6         | French Croix de Guerre Retired as Air Vice-Marshal |
| Cleo Pineau                           | United States                       | Royal Flying Corps, Royal Air Force                                                                       | 6         | British Distinguished Flying Cross |
| William Ponder                        | United States                       | Aéronautique Militaire, US Army Air Service                                                               | 6         | American Distinguished Service Cross, French Croix de guerre                                                                                          |
| Sydney Pope                           | United Kingdom                      | Royal Flying Corps, Royal Air Force                                                                       | 6         | Military Cross |
| Frederick Powell                      | United Kingdom                      | Royal Flying Corps, Royal Air Force                                                                       | 6         | Military Cross |
| Josef Puerer                          | Austria-Hungary                     | Luftfahrtruppen                                                                                           | 6         | Military Merit Cross (two awards), Military Merit Medal                                                                                               |
| Thomas G. Rae                         | South Africa                        | Royal Air Force                                                                                           | 6         | Distinguished Flying Cross |
| Arthur Rahn                           | Germany                             | Luftstreitkräfte                                                                                          | 6         | Iron Cross |
| Richard Raymond-Barker                | United Kingdom                      | Royal Flying Corps, Royal Air Force                                                                       | 6         | Military Cross |
| Emile Regnier                         | France                              | Aéronautique Militaire                                                                                    | 6         | Legion d'Honneur, Medaille Militaire, Croix de Guerre                                                                                                 |
| Alan Rice-Oxley                       | United Kingdom                      | Royal Flying Corps, Royal Air Force                                                                       | 6         | Distinguished Flying Cross |
| Rudolf Rienau                         | Germany                             | Luftstreitkräfte                                                                                          | 6         | |
| Harry Rigby                           | Australia                           | Royal Flying Corps, Royal Air Force                                                                       | 6         | Military Cross |
| Johann Risztics                       | Austria-Hungary                     | Luftfahrtruppen                                                                                           | 6         | Medal for Bravery |
| Cosimo Rizzotto                       | Italy                               | Corpo Aeronautico Militare                                                                                | 6         | Medal for Military Valor (2 silver awards) |
| Bogart Rogers                         | United States                       | Royal Flying Corps, Royal Air Force                                                                       | 6         | |
| Achille Rousseaux                     | France                              | Aéronautique Militaire                                                                                    | 6         | Medaille Militaire, Croix de Guerre |
| Cyril H. Sawyer                       | United Kingdom                      | Royal Flying Corps, Royal Air Force                                                                       | 6         | |
| Alfons Scheicher                      | Germany                             | Luftstreitkräfte                                                                                          | 6         | |
| Roman Schmidt                         | Austria-Hungary                     | Luftfahrtruppen                                                                                           | 6         | Order of the Iron Crown, Military Merit Cross, Military Merit Medal,                                                                                  |
| Karl Schmueckle                       | Germany                             | Luftstreitkräfte                                                                                          | 6         | |
| Edgar Scholtz                         | Germany                             | Luftstreitkräfte                                                                                          | 6         | |
| Erich Schuetze                        | Germany                             | Luftstreitkräfte                                                                                          | 6         | Military Merit Cross |
| Wilhelm Schultz                       | Germany                             | Luftstreitkräfte                                                                                          | 6         | |
| Gunther Schuster                      | Germany                             | Luftstreitkräfte                                                                                          | 6         | |
| Laurence Henry Scott                  | United Kingdom                      | Royal Flying Corps, Royal Air Force                                                                       | 6         | Military Cross |
| Heinrich Seywald                      | Germany                             | Luftstreitkräfte                                                                                          | 6         | |
| Evander Shapard                       | United States                       | Royal Flying Corps, Royal Air Force                                                                       | 6         | British Distinguished Flying Cross |
| Thomas Sharpe                         | United Kingdom                      | Royal Flying Corps, Royal Air Force                                                                       | 6         | Distinguished Flying Cross |
| Edward A. Simpson                     | United Kingdom                      | Royal Air Force                                                                                           | 6         | Distinguished Flying Cross |
| David E. Smith                        | United Kingdom                      | Royal Flying Corps, Royal Air Force                                                                       | 6         | |
| John Smith-Grant                      | South Africa                        | Royal Flying Corps, Royal Air Force                                                                       | 6         | |
| Cyril R. Smythe                       | United Kingdom                      | Royal Flying Corps, Royal Air Force                                                                       | 6         | |
| Erich Sonneck                         | Germany                             | Luftstreitkräfte                                                                                          | 6         | |
| Constant Soulier                      | France                              | Aéronautique Militaire                                                                                    | 6         | Medaille Militaire, Croix de Guerre |
| Otto Splitgerber                      | Germany                             | Luftstreitkräfte                                                                                          | 6         | |
| Arthur Spurling                       | United Kingdom                      | Royal Flying Corps, Royal Air Force                                                                       | 6         | Distinguished Flying Cross |
| Georg Staudacher                      | Germany                             | Luftstreitkräfte                                                                                          | 6         | |
| Mario Stoppani                        | Italy                               | Corpo Aeronautico Militare                                                                                | 6         | Medal for Military Valor (2 silver awards), Russian Cross of Saint George                                                                             |
| William H. Stovall                    | United States                       | US Army Air Service, United States Army Air Corps                                                         | 6         | Distinguished Service Cross, Rose to Colonel during World War II.                                                                                     |
| William Strugnell                     | United Kingdom                      | Royal Flying Corps, Royal Air Force                                                                       | 6         | Military Cross with Bar Retired as a Group Captain |
| Rothesay Stuart Wortley               | United Kingdom                      | Royal Flying Corps, Royal Air Force                                                                       | 6         | Military Cross |
| Kurt Student                          | Germany                             | Luftstreitkräfte                                                                                          | 6         | Royal House Order of Hohenzollern, Iron Cross. Generaloberst in World War II.                                                                         |
| Hermann Stutz                         | Germany                             | Luftstreitkräfte                                                                                          | 6         | |
| William Swayze                        | Canada                              | Royal Flying Corps, Royal Air Force                                                                       | 6         | |
| Ronald Sykes                          | United Kingdom                      | Royal Naval Air Service, Royal Air Force                                                                  | 6         | Distinguished Flying Cross, Russian Order of Saint Stanilas                                                                                           |
| Harry Symons                          | Canada                              | Royal Flying Corps, Royal Air Force                                                                       | 6         | |
| Wilhelm Thoene                        | Germany                             | Luftstreitkräfte                                                                                          | 6         | Iron Cross |
| Cecil Thompson                        | South Africa                        | Royal Flying Corps, Royal Air Force                                                                       | 6         | Distinguished Flying Cross |
| Claud Thompson                        | Royal Flying Corps, Royal Air Force | Australian Flying Corps                                                                                   | 6         | |
| Romolo Ticconi                        | Italy                               | Corpo Aeronautico Militare                                                                                | 6         | Medal for Military Valor, War Cross |
| Edgar Tobin                           | United States                       | US Army Air Service                                                                                       | 6         | Distinguished Service Cross, French Croix de Guerre                                                                                                   |
| Albert Tonkin                         | Australia                           | Australian Flying Corps                                                                                   | 6         | Distinguished Flying Cross |
| James Hamilton Traill                 | Australia                           | Australian Flying Corps                                                                                   | 6         | Distinguished Flying Cross |
| George Trapp                          | Canada                              | Royal Naval Air Service                                                                                   | 6         | |
| Reinhard Treptow                      | Germany                             | Luftstreitkräfte                                                                                          | 6         | Iron Cross |
| Philip Tudhope                        | South Africa                        | Royal Flying Corps, Royal Air Force                                                                       | 6         | Distinguished Flying Cross |
| Thomas Tuffield                       | United Kingdom                      | Royal Flying Corps, Royal Air Force                                                                       | 6         | |
| William Tyrell                        | United Kingdom                      | Royal Air Force                                                                                           | 6         | |
| Konstantin Vakulovsky                 | Russia                              | Imperial Army Air Service                                                                                 | 6         | Order of Saint George, Order of Saint Vladimir, Order of Saint Stanilas, Order of Saint Anne                                                          |
| Hermann Vallendor                     | Germany                             | Luftstreitkräfte                                                                                          | 6         | |
| Jerry Vasconcells                     | United States                       | US Army Air Service                                                                                       | 6         | French Croix de Guerre |
| Remington Vernam                      | United States                       | Aéronautique Militaire, US Army Air Service                                                               | 6         | Distinguished Service Cross |
| Hans Waldhausen                       | Germany                             | Luftstreitkräfte                                                                                          | 6         | Iron Cross |
| Eric Walker                           | United Kingdom                      | Royal Flying Corps, Royal Air Force                                                                       | 6         | Distinguished Service Cross |
| Bernard Walkerdine                    | United Kingdom                      | Royal Flying Corps, Royal Air Force                                                                       | 6         | |
| Stephen Walter                        | United Kingdom                      | Royal Flying Corps                                                                                        | 6         | |
| Harry Watson                          | Canada                              | Royal Flying Corps, Royal Air Force                                                                       | 6         | Elected to Ice Hockey Hall of Fame. |
| Rudolf Weber                          | Austria-Hungary                     | Luftfahrtruppen                                                                                           | 6         | Order of the Iron Crown, Military Merit Cross, Military Merit Medal, German Iron Cross                                                                |
| Joseph F. Wehner                      | United States                       | US Army Air Service                                                                                       | 6         | Distinguished Service Cross with Oak Leaf Cluster |
| William Weir                          | Australia                           | Australian Flying Corps                                                                                   | 6         | Distinguished Flying Cross |
| Heinrich Wessels                      | Germany                             | Luftstreitkräfte                                                                                          | 6         | |
| Siegfried Westphal                    | Germany                             | Luftstreitkräfte                                                                                          | 6         | |
| William Westwood                      | South Africa                        | Royal Flying Corps, Royal Air Force                                                                       | 6         | |
| William A. Wheeler                    | United Kingdom                      | Royal Flying Corps, Royal Air Force                                                                       | 6         | |
| Victor White                          | United Kingdom                      | Royal Flying Corps, Royal Air Force                                                                       | 6         | Military Cross with Bar |
| Ernst Wiehle                          | Germany                             | Luftstreitkräfte                                                                                          | 6         | Iron Cross |
| Frederick Wilton                      | United Kingdom                      | Royal Flying Corps, Royal Air Force                                                                       | 6         | Distinguished Flying Cross |
| William Winkler                       | United Kingdom                      | Royal Flying Corps, Royal Air Force                                                                       | 6         | |
| Harry Wood                            | Canada                              | Royal Flying Corps, Royal Air Force                                                                       | 6         | Military Cross |